# Петрухин, Николай Трофимович
Николай Трофимович Петрухин — советский военачальник, генерал-лейтенант авиации (18.02.1958).

## Биография
Родился в 1907 году в Казанской губернии. Член КПСС с года.
С 1929 года — на военной службе, общественной и политической работе. В 1929—1946 гг. — командир звена в 117-й, в 118-й истребительной авиационной эскадрилье Московского военного округа, участник в национально-освободительной войне в Испании, командир 8-й эскадрильи 31-й авиационной бригады, командир 42-го авиационного полка, исполнял должность командира 61-й авиационной бригады, заместитель командующего ВВС Балтийского флота, командир 10-й смешанной авиационной бригады, 61-й смешанной авиационной бригадой ВВС Балтийского флота, командир Особой ударной авиагруппы Ставки Верховного Главнокомандования, командир 6-й истребительной авиационной дивизии ВВС Северного флота, заместитель Командующего ВВС по ПВО, начальником ПВО Северного флота, начальник ПВО Северного флота, командующий ПВО Тихоокеанского флота, заместитель командующего Дальневосточной армии ПВО, командующий Северной армией ПВО, заместитель командующего войсками Северного военного округа, заместитель начальника Военной командной академии ПВО.
Работал военным советником в Китае и Болгарии. В Болгарии работал и подружился со Славчо Трынчевым.
Делегат XXI и XXII съездов КПСС.
Умер в Кирове в 1988 году.
Похоронен на Макарьевском кладбище вместе с женой Петрухиной Клавдией Александровной.